# Chiesa di San Giovanni Battista (Lumezzane)
La chiesa di San Giovanni Battista è la parrocchiale di Pieve, frazione del comune sparso di Lumezzane, in provincia e diocesi di Brescia; fa parte della zona pastorale della Val Gobbia.

## Storia
Il luogo di culto originario di Pieve, dedicato a santa Maria, fu costruito probabilmente nel XII secolo, sui resti, secondo alcuni studiosi, di un'edicola romana del I o II secolo, di cui sopravvivrebbero alcuni marmi reimpiegati nella muratura dell'edificio.
La chiesa, menzionata per la prima volta nel 1410 come plebs sanctae Mariae de Limesanis nel registro del capitolo della cattedrale, ottenne il titolo plebano in epoca imprecisata, forse in seguito alla distruzione dell'antico borgo di Piubego, in cui si sarebbe trovata la prima pieve dedicata a san Giovanni Battista; il tempio di Pieve avrebbe conseguentemente assunto la doppia intitolazione, per perdere successivamente quella originaria e mantenere solo la nuova.
L'edificio gotico fu in seguito decorato con affreschi, ma si rivelò nel tempo troppo modesto per la popolazione del luogo e conseguentemente nel 1570 fu alzato e notevolmente ampliato su progetto dell'architetto Lodovico Beretta; il 13 luglio 1625 la nuova chiesa fu solennemente consacrata alla presenza del vescovo di Brescia Marino Zorzi.
Nei decenni successivi il luogo di culto fu arricchito di altri altari, nonché nel 1682 della sagrestia e nel 1691 del campanile; tuttavia, due anni dopo la comunità decise di ingrandire ancora il tempio, che tra il 1695 e il 1700 circa fu ricostruito da Carlo Bianchi. Nel corso del XVIII secolo la chiesa fu decorata e dotata di nuovi altari, dipinti e suppellettili, nonché, nel 1745, della cantoria e dell'organo, sostituito nel 1895 con uno moderno realizzato da Diego Porro.
Altre opere furono eseguite nel XX secolo, a partire dal 1914, anno in cui fu rifatta la pavimentazione interna; negli stessi anni il tempio fu sottoposto ad alcuni restauri. Tra il 1965 e il 1975, in ossequio alle norme postconciliari, la chiesa fu dotata dell'altare rivolto verso l'assemblea, mentre a partire dal 1978 l'intero edificio fu risistemato e furono recuperate anche le tracce degli affreschi cinquecenteschi del luogo di culto originario, poste in un locale adiacente alla sagrestia. L'ultimo cantiere fu avviato nel 2001, col restauro delle decorazioni.

## Descrizione

### Esterno

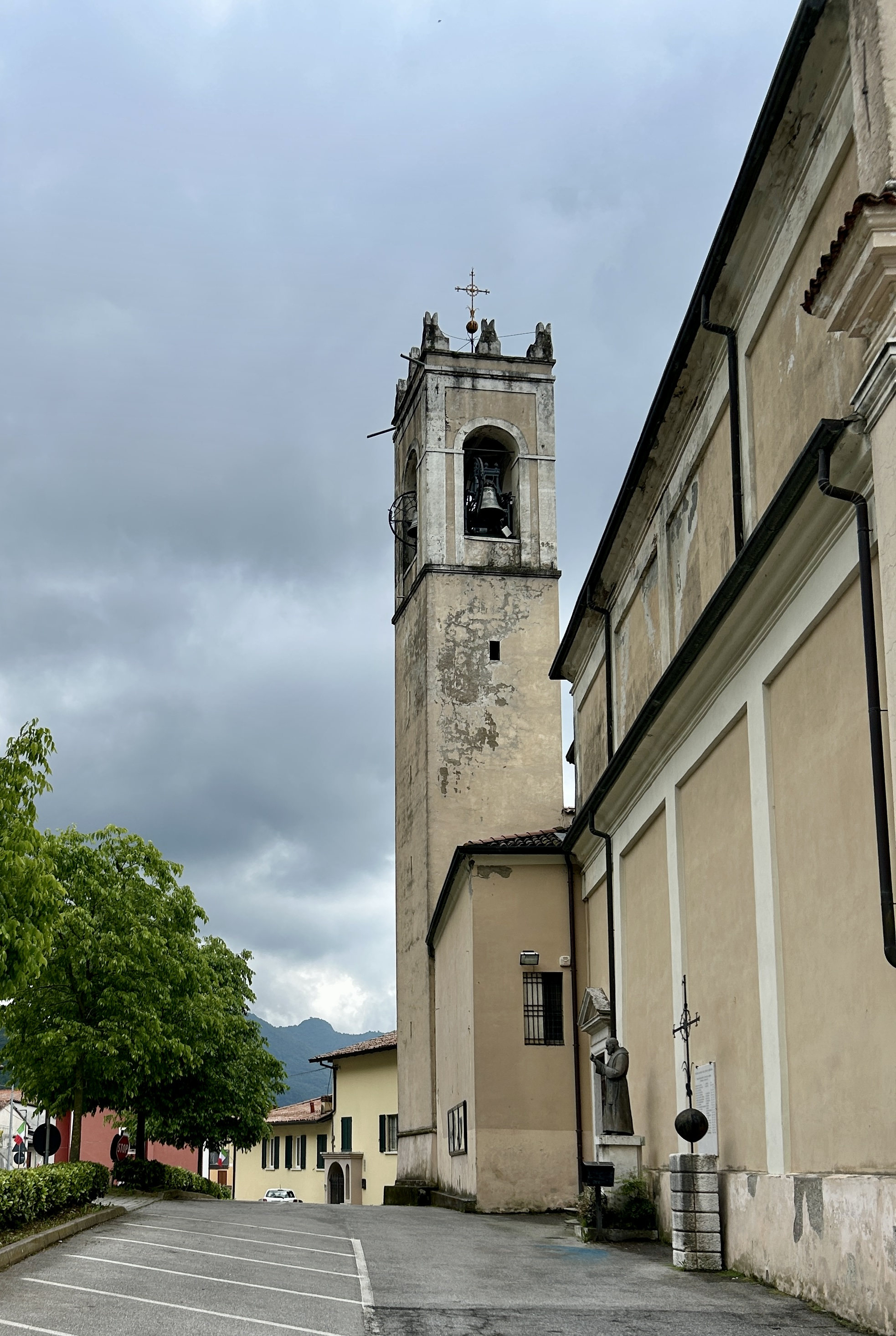
Campanile

La facciata a capanna della chiesa, rivolta a nordovest, è suddivisa da una cornice marcapiano in due registri, entrambi scanditi da sei lesene; quello inferiore, d'ordine tuscanico, presenta al centro il portale d'ingresso, sormontato dal timpanetto curvilineo spezzato, mentre quello superiore, in stile ionico, è caratterizzato da un finestrone e coronato dal frontone di forma triangolare.
Annesso alla parrocchiale è il campanile a base quadrata, la cui cella presenta su ogni lato una monofora a tutto sesto ed è coronata da una merlatura.

### Interno
L'interno dell'edificio si compone di un'unica navata, sulla quale si affacciano le cappelle laterali introdotte da archi a tutto sesto e le cui pareti sono scandite da lesene sorreggenti la trabeazione modanata e aggettante sopra la quale si imposta la volta a botte; al termine dell'aula si sviluppa il presbiterio, rialzato di alcuni gradini, ospitante l'altare maggiore e chiuso dall'abside di forma poligonale.